# Windsor (Nuova Scozia)
Windsor è un comune del Canada situato nella contea di Hants nella provincia della Nuova Scozia. Al censimento del 2006 risultava una popolazione di 3.709 abitanti.
La città di Windsor, insieme a quella Dartmouth, rivendica il diritto di essere il luogo di nascita dell'hockey su ghiaccio.